# Макгоуэн, Самуэль
Самуэль Макгоуэн (англ. Samuel McGowan; 19 октября 1819, Лоренс, Южная Каролина — 9 августа 1897, Аббевилл, Южная Каролина) — американский юрист, политик и военный, участник мексиканской войны, генерал армии Конфедерации в годы американской гражданской войны. Командовал южнокаролинской бригадой в составе «Лёгкой дивизии Хилла», был ранен несколько раз. После войны был избран в Конгресс США, но отказался от должности и служил в верховном суде Южной Каролины.

## Ранние годы
Макгоуэн родился в семье ирландского происхождения в южнокаролинском округе Лоренс. Его отец был крупным фермером, и согласное его воле Макгоуэн стал изучать право. В 1841 году он окончил Южнокаролинский Колледж, где был членом студенческого Клариософического Общества. После колледжа он изучал право в Аббвиле и был допущен к юридической практике. В предвоенные годы он работал партнёром Томаса Перрина, а также принимал участие в политической жизни штата. Когда началась война с Мексикой, он добровольцем вступил в армию, где стал рядовым южнокаролинского полка Palmetto Regiment. Он был отмечен за храбрость во время сражений под Мехико, дослужился до звания капитана, и был квартирмейстером, офицером штаба при генерале Китмане, а также при штабе генералов Уорта и Твиггса. Макгоуэн был адъютантом-добровольцем при Китмане во время штурма Чапультепека.
После войны Макгоуэн вернулся к юридической практике в Аббвиле, а в 1851 году женился на Сьюзан Кэролайн Уордлоу (1827—1878), дочери Дэвида Уордлоу, который в 1861 году станет одним из подписавших постановление о сецессии Южной Каролины. В их семье родилось семь детей, только двое из которых дожили до совершеннолетия: Сьюзан Элла Уордлоу Макгоуэн (1856—1898) и Уильям Кэмпбелл Макгоуэн (1858—1898).

## Гражданская война
В 1861 году после сецессии Южной Каролины, Макгоуэн стал бригадным генералом армии штата. Он командовал одной из бригад армии Борегара во время осады форта Самтер.
Когда южнокаролинские части были переданы в армию Конфедерации, Макгоуэн присоединился к армии Борегара в Вирджинии. Он стал добровольцем-адъютантом при генерале Милледже Бонеме и в этой должности участвовал в сражениях при Блэкбернс-Форд и при первом сражении при Булл-Ран. Весной Макгоуэн вернулся в Южную Каролину и получил звание подполковника 14-го Южнокаролинского пехотного полка. Полк был размещён на побережье, где 11 апреля 1864 года полковник Джеймс Джонс подал в отставку, и Макгован стал полковником и командиром полка.
В мае полк Макгоуэна был направлен в Вирджинию и 27 мая включён в южнокаролинскую бригаду Макси Грегга, которая стала частью Лёгкой дивизии Хилла. Макгован командовал своим полком во время Семидневной битвы и был тяжело ранен картечью во время сражения при Гэинс-Милл. Он остался в строю и участвовал в сражениях при Глендейле и Малверн-Хилл. Затем дивизия Хилла была переброшена в северную Вирджинию, где 30 августа Макгоуэн участвовал во втором сражении при Булл-Ран и снова был тяжело ранен.
Из-за ранения Макгоуэн пропустил Мерилендскую кампанию и сражение при Энтитеме, но вернулся в строй вскоре после и возглавил свой полк во время сражения при Фредериксберге 12 декабря 1862 года. В этом бою погиб бригадный командир Грегг и генерал Ли предложил Уэйду Хэмптону возглавить бригаду, однако тот отказался. Тогда бригаду передали Макгоуэну, который уже отличился решительностью и энергичностью. 14-й Южнокаролинский он передал Эбнеру Перрину. В январе ему было присвоено звание бригадного генерала (датированное 17 января) и он стал постоянным командиром южнокаролинской бригады, которая к весне 1863 года состояла из пяти полков:
- 1-й Южнокаролинский пехотный полк, полк. Дэниель Гамильтон
- 1-й Южнокаролинский винтовочный полк, полк. Джеймс Перрин
- 12-й Южнокаролинский пехотный полк, полк. Джон Миллер
- 13-й Южнокаролинский пехотный полк, полк. Оливер Эдвардс
- 14-й Южнокаролинский пехотный полк, полк. Эбнер Перрин

Во время сражения при Чанселорсвилле бригада Макгоуэна участвовала во фланговом марше корпуса Джексона во фланг Потомакской армии, но была задейстсована только на следующий день, 3 мая, когда дивизия Хилла (под командованием Генри Хета) штурмовала позиции федеральной армии на Чанселорсвиллском плато. Бригадам Макгоуэна и Арчера удалось ворваться в укрепления противника, но их фланги оказались открыты, и бригадам пришлось отступить. «Много ценных офицеров и рядовых было потеряно во время этой атаки, — писал Хет в рапорте, — и особенно во время отступления. Именно в это время был ранен генерал Макгоуэн и командование его бригадой перешло полковнику Эдвардсу, который был серьёзно ранен сразу после принятия командования. Командование бригадой Макгоуэна теперь перешло полковнику Хамильтону, командиру 1-го Южнокаролинского полка, который командовал бригадой до конца сражения».

### Сражение в Глуши
Из-за ранения Макгоуэн пропустил Геттисбергскую кампанию и сражения осени 1863 года. Он вернулся в строй только в феврале 1864 года, и его бригада стала частью дивизии Кадмуса Уилкокса в составе III корпуса Хилла. В мае Грант перешёл Потомак и начал Оверлендскую кампанию; генерал Ли отправил на перехват корпуса Юэлла и Хилла. Дивизии Хета и Уилкокса наступали на запад по Ориндж-Пленк-Роуд и 5 мая после 10:30 дивизия Хета вступила в бой с противником, а дивизия Уилкокса закрыла разрыв между корпусами. К вечеру Хет израсходовал все резервы и генерал Ли отправил ему на помощь бригады Макгоуэна и Скейлса. Бригада Макгоуэна наступала прямо по дороге, так что три полка шли с северной стороны и два с южной. Левее пошла в бой бригада Скейлса. Было 17:30. Обе бригады скоро столкнулись с упорным сопротивлением федеральных частей и вскоре потеряли связь друг с другом, так что их фланги оказались открыты. Два правых полка Макгоуэна приостановились первыми. Три левых наступали успешнее и опрокинули первую линию федеральной армии, но удержать эту позицию шансов не было, и они стали отходить. К 18:00 перед позициями Макгоуэна и Кука появилась дивизия Гиббона.

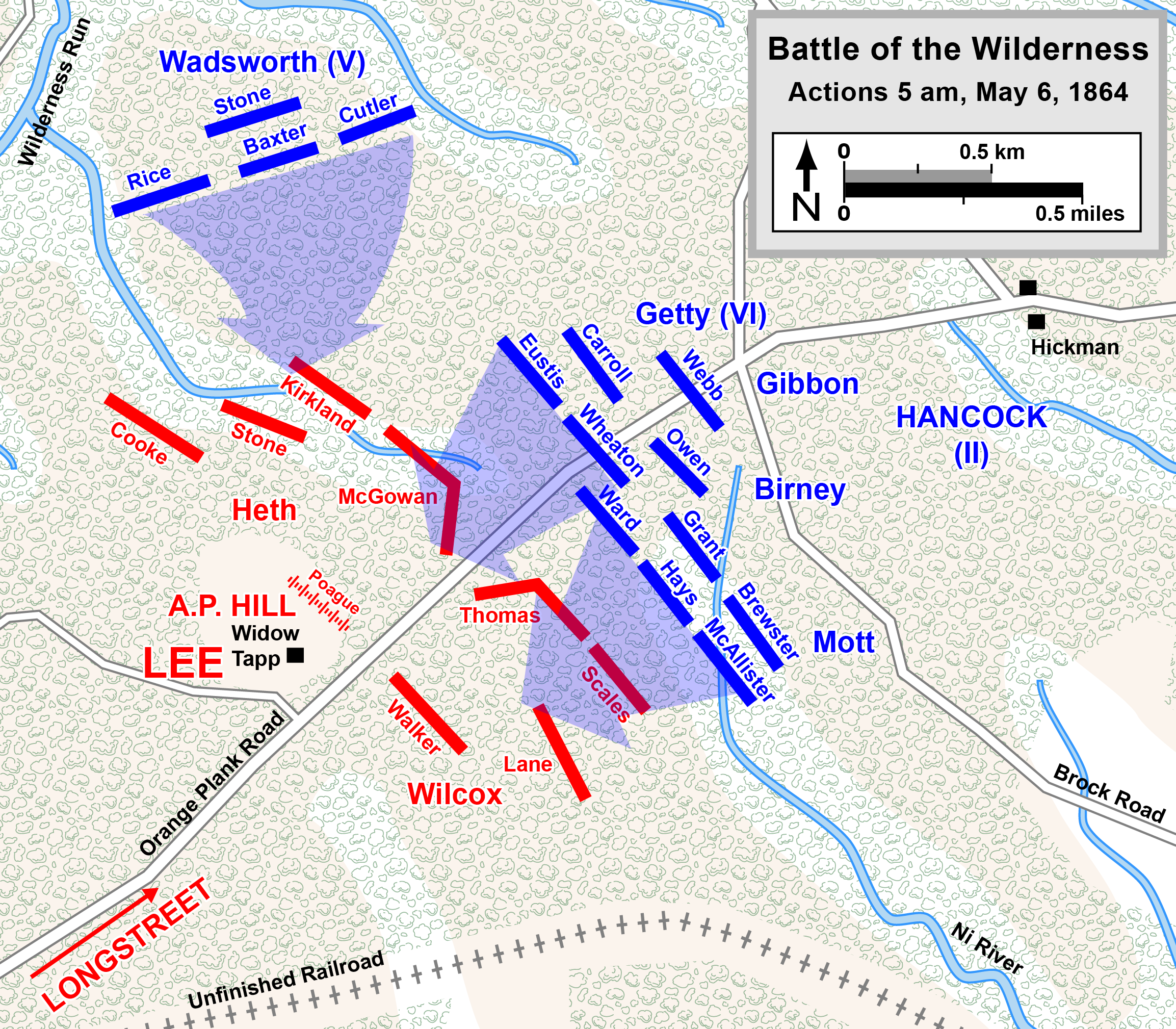
Атака федеральной армии утром 6 мая.

В 18:30 на помощь Хету пришли бригады Томаса и Лэйна. Бригада Лэйна отправилась на южный фланг, на который уже наступала дивизия Барлоу. Лэйн сразу же попал в трудное положение и в этот же момент Макгоуэн получил приказ на отход, что открыло левый фланг Лэйна. Лэйн был вынужден отступать.
Утром 6 мая бригада Макгоуэна занимала плохую позицию и не имела земляных укреплений. Около 05:00 Потомакская армия начала наступление. Первым попал под удар правый фланг Хилла (бригада Скейлса), а затем центр (бригада Томаса). Отступление всего правого фланга поставило в безвыходное положение левый фланг — бригаду Макгоуэна. Она была атакована с фронта и правого фланга. Бригада отошла без паники и спешки. Южнокаролинцы отступили, понимая бессмысленность держаться на этой позиции. Весь корпус Хилла начал отходить. Генерал Ли лично пытался остановить бегущих. Заметив в толпе генерала Макгоуэна, он спросил «Боже мой! Генерал Макгоуэн, неужели это ваша великолепная бригада бежит тут, как стадо гусей?». Макгован ответил: «Генерал, мои люди не разбиты. Им нужно только место, чтобы построиться, и они будут сражаться хорошо, как всегда».
Федеральная атака полностью дезорганизовала бригаду Макгоуэна и она утратила боеспособность до конца сражения.

### Сражение при Спотсильвейни

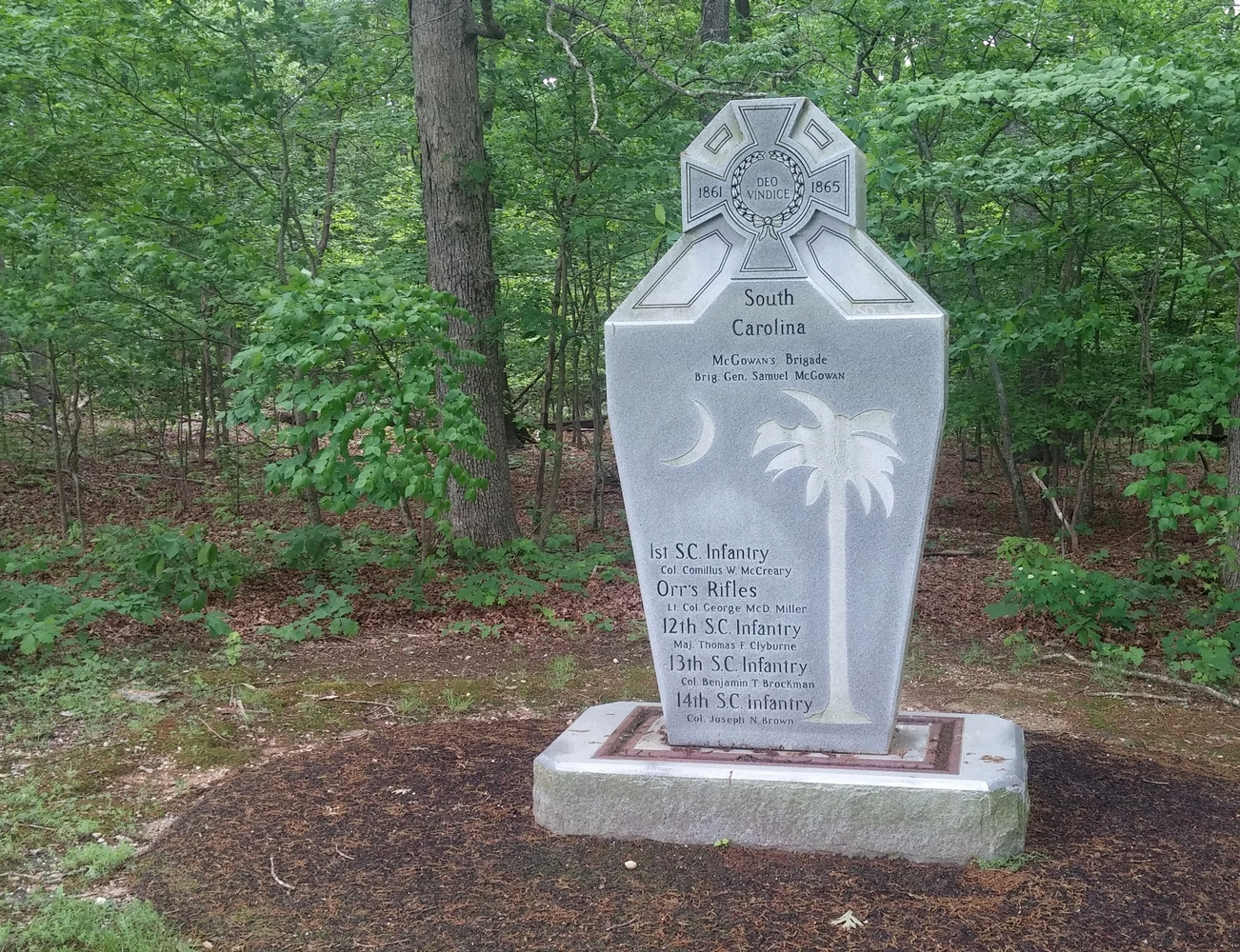
Памятник бригаде Макгоуэна у Кровавого угла

После сражения в Глуши Грант попытался обойти правый фланг армии Ли, но был остановлен у Спотсильвейни. На этой позиции дивизия Уилкокса занимала правый фланг Северовирджинской армии. 12 мая федеральный корпус Хэнкока прорвал оборону южан в центре у «подковы мула» и Ли начал перебрасывать подкрепления на участок прорыва. Около 08:00 к подкове Мула подошла бригада Макгоуэна. Она пошла в бой, но сразу начала нести тяжёлые потери. Был ранен сам Макгоуэн, затем заменивший его полковник Брокман, и командование перешло к полковнику 14-го Южнокаролинского, Джозефу Брауну. Понимая, что выживание бригады зависит от быстрого захвата вершины «угла», Браун бросил в атаку 1-й и 13-й Южнокаролинский, которые сумели отбить угол. Эта атака заставила отступить федеральную Эксельсиорскую бригаду. Бригада Макгоуэна заняла правую сторону «подковы мула», известную как «Кровавый угол» и держалась на этой позиции около 12 часов. Сам Макгоуэн, по его словам, не был непосредственным свидетелем этих событий.
13 мая, около 2 часов ночи, неожиданно рухнул дуб, который рос немного западнее «Кровавого угла». Оказалось, что его ствол, толщиной около 55 сантиметров (22 дюйма), был полностью измочален федеральными пулями. После сражения генерал Нельсон Майлз передал обломок этого дуба в артиллерийский музей. В 1888 году дуб был передан в Национальный музей американской истории. Этот же дуб (толщиной 22 дюйма) упоминается в рапорте Макгоуэна, но согласно рапорту он рос позади позиций южнокаролинской бригады и упал в полночь, травмировав несколько рядовых 1-го Южнокаролинского полка. Гордон Реа писал, что почти каждое федеральное подразделение в районе Угла утверждало потом, что именно его огнём был свален этот дуб.
Ранение Макгоуэна было не серьёзным, но он выбыл из строя до 15 августа. После возврата к командованию он участвовал в обороне Питерсберга, в отступлении к Аппоматтоксу, и был во главе бригады во время её капитуляции при Аппоматтоксе.

## Послевоенная деятельность

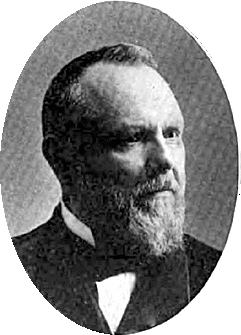
Макгоуэн в годы службы в суде

После капитуляции армии Макгоуэн вернулся в Аббвил, к своей семье, и снова занялся юридической практикой. В 1865 году он был избран в Конгресс США от Консервативной партии Южной Каролины, но не попал в Конгресс из-за противодействия республиканского большинства.
19 сентября 1878 года его жена Сьюзан умерла в возрасте 51 года. Его дочь Сьюзан в те годы вышла замуж за Уильяма Кристи Беннета и в их семье было пять детей. Она пережила отца на год. В 1879 году Макгоуэн был избран в верховный суд Южной Каролины, но не был переизбран в 1893 году.
Он умер в Аббвиле в 1897 году в возрасте 77 лет и был похоронен на кладбище Лонг-Кэйн-Семетери.